# Apeadeiro de Papízios
O Apeadeiro de Papízios é uma interface da Linha da Beira Alta, que serve nimunalmente a localidade de Papízios, no Distrito de Viseu, em Portugal. O abrigo de plataforma situa-se do lado nascente da via (lado direito do sentido ascendente, a Vilar Formoso).

## História
A Linha da Beira Alta foi inaugurada pela Companhia dos Caminhos de Ferro Portugueses da Beira Alta no dia 1 de Julho de 1883. Papízios não constava entre as estações e apeadeiros existentes na linha à data de inauguração, porém, nem dos horários de 1913, tendo este interface sido criado posteriormente.